# 雅文湖畔
雅文湖畔（全稱：南灣‧雅文湖畔）位於澳門半島南灣湖，前身為荒廢多年的南灣湖酒吧街，是一個集文創、旅遊、藝術、特色美食、水上單車等活動設施的特色社區休閒廣場，項目是由澳門特別行政區政府跨部門包括：文化局、旅遊局、體育局及澳門旅遊學院耗資約400萬澳門元共同翻新及打造，於2016年6月3日開幕。

## 沿革
雅文湖畔前身為南灣湖E區酒吧街，分別於1980年代至1990年代開業。在2010年南非世界盃舉行前夕，酒吧街內的商戶接通知不獲續租，隨後經過時任澳門立法會議員陳明金、吳在權的交涉後，其中8間商戶得以繼續經營至2011年5月31日，其後再獲續約1年，另外6間商戶結業被政府收回商鋪。
2012年5月，南灣湖E區酒吧街商戶租約期屆滿，隨後政府宣佈由同年6月1日起交由民政總署管理，各商戶隨後接獲通知希望政府安排合適地方繼續經營，有關做法被社會人士批評政府做法霸道並製造民怨與矛盾。當時民署計劃將現有酒吧及餐廳區重新改造，塑造為藝文休閑中心，並設有餐廳及小劇院，為該區加入文藝和休閒元素。
2014年8月，南灣湖E區商舖（俗稱酒吧街）裝修工程進行公開開標，共收到十份標書並全部接納。有關地段將以「藝文休閒中心」為發展方向，營造一個以文化藝術為主題的「共享和交流的空間」（暫名為「南灣‧湖畔遊廊」），將空間釋放給予公眾使用。裝修工程將於本年第四季動工，預計完成整個工程需時約四個月。該空間總建築面積為1,585平方米，保留原有14間商舖所有外牆和分伙牆，正面將改建並採用大幅拆疊式的玻璃門設計，可產生相連一體的空間感。整項改建工程的重點包括設置具承辦小型戲劇的場地、圖書分享區、展覽及講演室、雜誌閱覽、藝文展演資訊中心，並設有特色輕食等原素。
2014年11月，民政總署介紹南灣湖E區“藝文休閒中心”詳情，中心建立的計劃營造以文化藝術為主題的共享和交流空間。該項工程保留原商舖間隔，南北兩側以“藝文休閒”為發展方向，設有小劇場、舞蹈室、多功能室、資訊中心、餐飲區、儲存及設備室等，並會翻新公廁和半室外空間。
2015年11月，南灣湖畔酒吧街再利用工程未完工，引起社會人士的質詢延誤的原因。
2016年1月中旬，時任民政總署管理委員會主席黃有力回覆時解釋，因天面樓板滲水及電力設施不敷應用，須維修及更新完善，故工程量及工期增加和延長，造價更較原先增加約8%。該署同時將工程重新定位，以“藝文休閒中心”為發展方向，利用原來間隔改建小型劇場、圖書分享區、展覽及演講室、資訊中心等，並設有小食餐飲區。場地正面採用大幅摺疊式的玻璃門設計，產生相連一體的空間感，營造一個以文化藝術為主題的“共享和交流的空間”。
2016年2月28日，時任文化局局長吳衛鳴表示，相關藝文休閒中心規劃需要跨部門聯合開展，該局聯同體育局、旅遊局及澳門旅遊學院共同商討如何充分利用當地空間，發展文創設施、水上體育活動、飲食和演出等綜合項目，當時處於商議階段。
2016年6月3日，“南灣．雅文湖畔”正式對外開放並舉行啟動儀式。據介紹，項目是重新利用南灣湖畔的濱水空間，匯集了水上遊樂設施、特色餐飲、文創商店、藝墟、展覽、表演及工作坊等豐富元素，為社區注入活力並使澳門旅遊業必須朝著多元發展的方向邁進，讓澳門建設成為“世界旅遊休閒中心”。時任社會文化司司長譚俊榮表示，項目的推出能讓澳門的旅遊資源更多元化，塑造更多旅遊產品。 “南灣．雅文湖畔”匯集了水上遊樂設施、特色餐飲、文創商店、藝墟、展覽、表演等元素，他指出，項目啓用半年會作檢討，如項目成功，將會引入更多商戶。
2016年10月，政府計劃外判雅文湖畔綜合項目。當時雅文湖畔主要由公共部門負責營運，但部分項目需要與民間團體合辦，有關團體需要自負盈虧。政府四個部門包括文化、體育、旅遊和旅院部門同時組成委員會，在保證服務質量的基礎上，研究以公開競投方式招攬商戶進駐經營及管理“南灣 · 雅文湖畔”綜合項目。
2017年3月，澳門特別行政區政府對南灣．雅文湖畔當中六間商舖以公開招標的方式出租，規劃用途分別為四間文創商舖及兩間餐飲商舖，租賃期為四十八個月，招標期至該年4月30日。
2018年起，「南灣．雅文湖畔」項目陸續由中標者營運，其中由澳門旅遊學院營運的“旅遊學院咖啡廊”於該年6月1日起停業並轉交私人企業營運。
2023年5月31日，文化發展基金推出“2023文創空間活化計劃”，公開招標出租南灣‧雅文湖畔12間商鋪，租賃期為5年，月租金金額以不低於18萬元為投標底價。計劃向承租人提出招標要求，包括承擔廣場維護費用以及必須提交南灣‧雅文湖畔的活化計劃方案，營運方向為跨領域的藝文聚落空間，以“藝術教育、聚落共生、社區發展、商業運作”為營運目標作規劃。12間商舖的營運要求方面，其中8間由投標人靈活規劃，鼓勵與文化藝術主題結合，用作商業經營、特色餐飲、銷售或服務行業等，其餘的3間用於經營為提供親子藝術教育服務和社區文化活動、1間為兼售本澳文創產品的藝文書店。
2024年1月，文化發展基金將3,000平方米商戶判給「澳門中國旅行社股份有限公司」，每月需付租金為20萬澳門元，租賃期為五年。原有的殘疾人士文創禮品店及職訓售賣點、澳門特色菜餐館等已於2023年結業。項目共有四間公司投標，其中一間不被接納，接納的公司為「澳門中國旅行社股份有限公司」提出的每月租金為20萬元，「西洋菜餐飲管理有限公司」提出的每月租金為18萬元，「CSI集團有限公司」提出的每月金額為18.01萬元。最終，「澳門中國旅行社股份有限公司」獲得判給。十二間商舖的營運要求方面，八間由投標人靈活規劃，鼓勵與文化藝術主題結合，用作商業經營、特色餐飲、銷售或服務行業等；其餘的三間用於經營為提供親子藝術教育服務和社區文化活動；一間為兼售本地文創產品的藝文書店。經獲基金許可，部分商舖可作轉租。承租人須於商舖交付之日起計三個月內完成倘有的裝修工程，並正式營業，但獲文發基金延長期間除外。

## 商鋪

### 經營中的商鋪
- 創意廊：由澳門中華民族文創學會主辦、澳門品牌創新協會、澳門文化推廣協會合作的一間文創商店，以售賣藝術及旅遊紀念品為主[21]
- M軸空間 （页面存档备份，存于）：售賣旅遊紀念品及文創產品，由澳門文物大使協會創立，為澳門第二間M軸空間[22]。於2018年起取代湖畔畫廊營運，位於S2-S3商鋪，是以澳門作為概念的文創產品商店[23]。
- 微笑工房：是由澳門殘疾人士自家製作的文創產品售賣店，由「澳門扶康會」及「澳門明愛」共同合作開設
- 欣悅展能藝術工作室：位於雅文湖畔S9舖，於2018年成立，為澳門扶康會的文創機構之一[24]
- 三間餐飲商鋪：包括一間西餐廳[25]和兩間茶餐廳

### 已結束營運的商鋪
- 湖畔藝廊：位於雅文湖畔S1至S3商鋪，2016年至2018年期間於藝廊內舉行多個藝術展覽，原址的S2至S3商鋪由2018年起改為“M軸空間”文創商店[26][27][28]。
- 南灣S-Shop文創地圖主題店[29]
- 旅遊學院咖啡廊：於2016年6月3日起以臨時方式營運，是該學院為學生提供餐飲經營管理及服務的實習機會，同時作為推廣本地藝術的場所，位於雅文湖畔S7-S8商鋪[30]。2018年1月，咖啡廊因有中標餐飲店運營而縮小改為僅提供室外堂食及外賣，隨後於該年6月1日起正式結束營運，改由另外兩間餐飲店分別是休閒咖啡室和西餐廳繼續經營[31]。
- 心水書房：為文化局澳門公共圖書館轄下機構。2017年6月上旬，為配合南灣．雅文湖畔文創商舖公開招標，文化局宣佈於2017年6月30日結束服務，其中“好書交換計分咭”於2017年7月1日起失效[32]。

## 主要設施

### 藝遊點
自2016年11月起，澳門文化局推出“藝遊計劃”申請，提供三個“藝遊點”表演平台。當中包括南灣．雅文湖畔，初期以試行方式進行，申請者僅於逢星期五至日及公眾假期指定時段內可在“藝遊點”進行表演。

### 塗鴉創作展示區及藝術裝置
“南灣．雅文湖畔”計劃啟動後，於2016年5月下旬至6月上旬期間，澳門文化局邀請本地藝術團體合作GANTZ 5，為南灣湖畔創作藝術作品。首個作品以“發現”為主題，寓意訪客可於南灣湖體驗和享受各式創意、休閒、餐飲及表演活動，發掘無限歡樂。
2016年12月，文化局以《澳門文創地圖》中的兩個插畫角色“琵琵”、“鷺鷺”為雅文湖畔注入新元素，一共展出六個立體藝術裝置，由本地藝術家黃家龍按照陳蔚藍所繪畫的平面角色轉換成立體形象製作而成，每個藝術裝置高度平均為一點三米，形象生動活潑。其中“琵琵”和“鷺鷺”配合南灣．雅文湖畔各個空間及特色元素，以不同造型向公眾介紹湖畔內的文創商店、特色咖啡廊及表演等活動。隨後於該年12月下旬起新增環境佈置和更新塗鴉創作，包括燈飾天幕、植物及櫥窗佈置等裝飾，以及以“貓”為主題的藝術裝置，另外再次與本地專業塗鴉藝術團體GANTZ 5合作，將《澳門文創地圖》內的角色引入塗鴉藝術中。
2017年5月起，位於雅文湖畔內的“塗鴉創作展示區”繼續與澳門藝術團體GANTZ 5合作，並改以季度主題形式製作並設計創意塗鴉。2018年未，更邀請到南美洲藝術家與本地藝術家合作，創作特色塗鴉，並以澳門獨有的中西文化交融為創作基礎，結合兩位藝術家不同的文化背景和成長經歷，將中西方航海歷史故事以共同語言“塗鴉藝術”來呈現。

### 水上單車
水上單車項目由體育局營運及管理，為該局轄下體育設施之一，於2016年伴隨雅文湖畔的開幕而推出。開放時間為每日上午11時至晚上6時，夏季（6至9月期間）延長開放時間至晚上7時。
- 收費

| 類別         | 收費（每30分鐘） |
| ------------ | ---------------- |
| 二人水上單車 | $20              |
| 四人水上單車 | $40              |

## 大型活動

### 南灣湖藝墟
南灣湖藝墟（葡萄牙語：Feira de Artesanato do Nam Van）是由澳門文化局主辦的活動，地點在雅文湖畔。是繼塔石藝墟後另一個大型藝墟活動，分別於2016年及2017年舉辦。
2016年的藝墟於2016年6月11日至2017年1月1日舉行，主要展示和售賣自家原創文化創意品牌及產品。現場設有20個攤位，由本地、中國大陸及香港的文創單位聯合組成，售賣創意產品，並不定期設手作坊、音樂會等配套活動，豐富現場氣氛。2016年6月8日至12日，同期更舉行「南灣湖親子藝墟」，與同期舉行的「2016澳門國際龍舟賽」發揮協同效應。
2016年的活動舉行初期，有藝墟攤主表示安排不錯，希望可以加強宣傳與舉辦更多活動增加人流，同時為文創人士增加展示產品機會。首屆南灣湖藝墟舉行期間，文化局舉辦合共五場親子及創意手作坊，讓活動更加多元化。
由2016年8月起，南灣湖藝墟增加至室外及室外合共26個攤位，並分階段形式進行；其中第三階段舉行日期為2016年9月5日至10月30日，第四階段舉行日期為2016年11月1日至2017年1月1日。
2016年12月，《南灣湖藝墟》續辦，新一期於2017年1月1日至6月30日逢星期六、日舉行，開放時間為下午2時至晚上9時，現場設有25個攤位，不定期安排原創音樂演出，以及舉辦手作坊予公眾報名參與。首批《南灣湖藝墟》手作坊於2017年1月14日至3月19日期間舉行，共有15場主題課程。2017年1月中下旬，文化局《南灣湖藝墟》活動舉行第二期招募，於2017年3月至6月周未期間舉行。期間在2017年4月1日至6月18日舉行新一期共20場的手作坊。2017年5月29日，文化局宣佈2017年度《南灣湖藝墟》延至該年12月31日結束，期間招募2017年7月至12月的攤主。

### 幻彩耀濠江
前稱澳門光影節，於2016年起作為活動路線分站之一。
2016年的活動於雅文湖畔內設有光影音樂表演，主題為“譜寫光的旋律”，匯集本地藝術家及音樂人將繪畫藝術、音樂與光影巧妙融合，帶來多場視覺及聽覺盛宴，展示澳門的藝術實力，也讓更多旅客認識澳門的文創藝術。
「2017澳門光影節」活動於南灣．雅文湖畔設「光影樂園」燈光裝置，透過音樂、舞蹈及遊戲等，讓參與者重拾年輕活力的友愛。
2018年的光影節活動延至2019年1月21日結束，而在2019年1月19日至21日舉行的「澳門國際美食論壇2019」部分活動同時在雅文湖畔舉行。而文創夜市則於2018年12月31日結束。
「2019澳門光影節」，以“尋光之旅”為主題，於該年12月1日在「南灣‧雅文湖畔」舉行開幕式。
「2021澳門光影節」以“火星想旅行”為主題，期間湖畔廣場設有燈飾裝置及互動遊戲，以及連接兩個地點的長廊的燈飾裝置。
2022年起，澳門光影節更名為「幻彩耀濠江」，期間於連接南灣湖水上活動中心及南灣∙雅文湖畔長廊設有「澳門歡迎您」燈飾佈置。

### 翱遊澳門無人機表演盛會
2021年9月，澳門旅遊局首次舉辦的無人機表演，活動正式命名為翱遊澳門無人機表演盛會，活動計劃於該年10月在雅文湖畔旁的南灣湖上演。但因受到保安群組及裝修群組疫情爆發影響，最終改為與澳門光影節同期舉行。
2022年，澳門特別行政區政府旅遊局再次舉辦該活動，並改為於5月上旬期間舉行，無人機由300架次至800架次。同時舉行延伸活動，其中在南灣‧雅文湖畔展示以200架無人機排列成的I ♡ MACAO圖案。

### 藝文薈澳
2019年7月舉行的「藝文薈澳」—國際青年舞蹈節2019於該年7月22日和23日舉行兩場戶外演出。
在2021年的“藝文薈澳：澳門國際藝術雙年展”活動中，展出由泰國藝術家製作的《想念你》雕塑。

### 其他活動
2017年7月下旬至8月13日，由澳門旅遊零售服務業總商會主辦的「仲夏Emoji與你遊雅文」活動，攜同最浪漫甜蜜元素，以表情圖案（Emoji）「進駐」南灣雅文湖畔，活動時間為每天下午2時至晚上9時。活動舉行目的主要推廣「社區旅遊發展計劃」及更好地吸引並有效分流旅客，達到中區旅客分流至西區，帶動本地文化創作交流。
2018年10月6日至11月4日，南灣雅文湖畔舉行由銀河娛樂集團呈獻的「銀娛呈獻：梳乎蛋在澳門」的活動，其中湖畔上的大浮台擺放全球首隻十米高的梳乎蛋裝置，同時更提供特色美食結合的公仔，會場更設有攤位遊戲、美食攤檔等。

## 開放時間
除水上單車和商鋪有固定開放及營業時間，整個雅文湖畔內的空間和其他設施包括塗鴉區及公共洗手間等為24小時開放。

## 成效
在雅文湖畔正式開放初期，由於位於主要行人道下方，有檔主指位置未夠開揚，遊人較難發覺。有檔主建議可以參考塔石藝墟的模式，同時將開檔時間改為周五至周日這些較熱鬧日子，截長補短。有經營文創攤位的莫小姐認為當局宣傳足夠，但受天氣影響導致人流少；有旅客表示相關項目吸引力不大，又指很多地方都有類似的項目，不算新鮮。
據政府於2017年1月的介紹指，雅文湖畔項目是利用南灣湖畔的濱水空間打造成文創休閒新地標，推動澳門文化創意產業發展，吸引了不少文創單位進駐。內部設有塗鴉創作展示區並且不定時舉行親子及創意手作坊，而藝墟活動有助文創人士進行發揮並推動澳門文化創意產業的發展。在雅文湖畔推行初期，有文創攤位負責人表示，雖然產品購買吸引力相對較弱，但配合雅文湖畔氣氛，能吸引人前來參與工作坊，相信文創業隨可隨時間逐步發展。
2017年，雅文湖畔對外開放1周年，有澳門立法會議員在書面質詢時關注雅文湖畔運作情況，建議在雅文湖畔附近及各主要出入境口岸添置雅文湖畔的資訊或地圖等，並以固定方式大型宣傳箱長期宣傳。有學者表示建議策劃方倘獲有關部門允許，不妨引進主題人偶駐場，同時增加更多動的元素，令整區文化氣息更濃，全面配合提升雅文湖畔吸引力，將此區打造成不一樣的文化旅遊景點，並輻射至周邊。有商戶表示，雅文湖畔提供文創平台，助文創者增品牌知名度，但宣傳渠道欠缺，平日人流稀少，冀多辦活動，並豐富湖畔內容如增加路標或指示，加大宣傳，增吸引力。有商戶直言平日和周未人流疏落，指當局欠缺足夠宣傳和指引，導致遊人過路不入。
2018年初，對於有商戶反映南灣雅文湖畔由多個部門管理，難以在那裡申請舉辦活動。旅遊局局長文綺華澄清有關說法，指部門間有協調機制去處理，會向商戶解釋清楚免再有混淆。文綺華又說，除一般節慶活動外，政府亦有不定期在雅文湖畔舉辦活動，為該處帶來更多「刺激」，而目前因應有新商戶進駐，會更新相關廣告內容，以收更好的宣傳效果。
2018年11月2日，時任社會文化司司長譚俊榮巡視南灣•雅文湖畔，與文創、餐飲商戶的代表座談，深入瞭解商戶實際經營情況。他表示，特區政府與入駐雅文湖畔的商戶精誠協作，攜手共建文創休閒空間和居民親子場所，未來亦將為居民及旅客開拓更多休閒空間。他表示政府將加強宣傳推廣，在雅文湖畔開拓更多的藝墟空間，串聯豐富多彩的藝文活動；跨部門工作小組也將與商戶保持順暢的溝通，完善配套設施及協助美化環境。
2020年3月，澳門受COVID-19疫情籠罩，其中雅文湖畔一帶冷清，文創氛圍不再。不少駐場商戶促請政府多關注、多關懷，有望即將啟用的電子消費卡能相應支援文創企業，改變困局。有商戶表示指政府欠缺宣傳而乏人問津，建議於當眼處裝設立體廣告牌及指示牌等，並增設智能化系統，配合智慧城市發展，引起更多居民和旅客的關注。
2023年中，文化發展基金推出文創空間活化計劃，對雅文湖畔商鋪進行招租並要求承租人提交發展規劃和承擔有關維護等工作及費用。雅文湖畔最初由4個部門共同合作下結果出現半死不活和人流疏落狀況。由此可見，雅文湖畔的例子，證明政府做不來的，只能交由市場去做，只是過高的租金和太多掣肘，反而不利發展。民眾建澳聯盟建議善用雅文湖畔創設多元藝文發展空間，例如加大宣傳以及於雅文湖畔一帶增加更多休閒設施及旅遊元素，同時於酷熱天氣時可考慮增添降溫措施，提升居民及旅客到訪時的舒適度。澳門立法會議員馬耀鋒亦提出書面質詢，關注雅文湖畔未來發展，他促請政府做好相關活化和活動規劃。雅文湖畔部分餐飲商鋪在天氣舒適時吸引眾多食客在外面就坐，但大部分以本地上班族為主；其餘的藝文空間人流亦寥寥可數，整個片區而言，平日人流並不多，旅客也不多，在節假日、週六、日黃昏，有居民散步、在廣場閑座、陪小朋友玩耍等，予人感覺是居民的休閑空間為主；故此有社評人士建議能夠在湖畔內舉行不同的藝文活動，或者考慮藝墟、其他文創活動、設打咭點，吸引旅客，市民，製造軟吸引力，善用其底蘊。

## 鄰近地點
- 新八佰伴
- 澳門特別行政區政府總部
- 終審法院大樓
- 澳門國際銀行大廈
- 英皇娛樂酒店
- 中國工商銀行大廈

## 交通

### 公共巴士
M187 區華利前地（Praça Jorge Alvares）
路線：6B、9、9A、18、18B、23、28B、32、N2